# Station Orry-la-Ville - Coye
Station Orry-la-Ville - Coye is een spoorwegstation aan de spoorlijn Paris-Nord - Lille. Het ligt in de Franse gemeente Orry-la-Ville in het departement Oise (Hauts-de-France).

## Geschiedenis
Het station is op 10 mei 1859 geopend.

## Ligging
Het station ligt op kilometerpunt 35,046 van de spoorlijn Paris-Nord - Lille.

## Treindienst
| Serie | Treinsoort | Route                                                              | Bijzonderheden |
| ----- | ---------- | ------------------------------------------------------------------ | -------------- |
| C 10  | TER (SNCF) | Paris-Nord – Orry-la-Ville - Coye – Creil – Longueau – Amiens      |                |
| C 11  | TER (SNCF) | Paris-Nord – Orry-la-Ville - Coye – Creil – Saint-Just-en-Chaussée |                |
| C 13  | TER (SNCF) | Paris-Nord – Orry-la-Ville - Coye – Creil – Compiègne              |                |
| C 14  | TER (SNCF) | Paris-Nord – Orry-la-Ville - Coye – Compiègne                      |                |

Het station wordt aangedaan door verschillende treinen:
- TER Picardie Paris-Nord - Busigny
- TER Picardie Paris-Nord - Amiens
- RER D tussen Creil en Melun via Combs-la-Ville. De meeste treinen van de RER D hebben dit station als eindpunt, slechts 12 treinen per dag rijden door naar Creil.

## Vorig en volgend station
| Richting             | Vorig station                 | Lijn  | Volgend station  | Richting                      |
| -------------------- | ----------------------------- | ----- | ---------------- | ----------------------------- |
| Creil D3 Eindpunt D1 | Chantilly - Gouvieux Eindpunt | RER D | La Borne-Blanche | Melun D2 (via Combs-la-Ville) |